# Точечная ошейниковая змея
Точечная ошейниковая змея (лат. Diadophis punctatus) — вид змей из семейства ужеобразных, обитающий в Северной Америке.
Общая длина варьирует от 25 до 38 см, подвид D. punctatus regalis имеет длину от 38 до 46 см. Самки крупнее самцов. Голова маленькая. Туловище изящное, стройное. Окраска варьирует от светло-серого до чёрного цвета, и почти всегда позади головы имеется яркая жёлтая или оранжевая полоса. Брюхо оранжевое, а хвост снизу красный. В возбуждённом состоянии змея поднимает свёрнутый в кольцо хвост, демонстрируя яркую окраску.
Обитает на влажных участках. Ведёт скрытный, ночной образ жизни. Питается саламандрами, ящерицами и лягушками, а также дождевыми червями и змеями других видов. Для защиты использует своё сходство с коралловыми аспидами.
Яйцекладущая змея. Самка откладывает от 3 до 10 удлинённых яиц белого цвета. Половая зрелость наступает в возрасте трёх лет.
Продолжительность жизни может составлять в среднем 10 лет, максимально — 15 лет, в неволе, при хорошем содержании, змеи как правило живут дольше, чем в дикой природе.
Змеи ценятся у торговцев животными из-за их привлекательной окраски, они также играют важную роль в исследованиях и образовании. Так как они не представляют никакой реальной угрозы для людей, они идеально подходят для работы с младшими детьми в школе. Змеи также помогают контролировать популяцию вредителей.